# 倫理利己主義
倫理利己主義（英語：Ethical egoism）是主張道德主體應該出於自身利益行事。倫理利己主義、心理利己主義與理性利己主義不同，心理利己主義聲稱人們只會出於自身利益行事；理性利己主義認為以個人利益為出發點是理性的。而倫理利己主義認為只要後果使行動者受益便可以被認為是道德的。
倫理利己主義、功利主義與利他主義相比，利他主義認為道德主體有幫助他人的義務。而功利主義則認為道德主體對待自我不應高於對他人的尊重（如利己主義一樣，功利主義者只是為了提升自我利益）。但是它認為，只要一個人的利益與另一個人的利益基本相等，就沒有義務為了幫助他人而犧牲自己的利益和幸福，但他仍然可以選擇這樣做。利己主義，功利主義和利他主義都是結果主義的形式，但是利己主義、利他主義和功利主義相比，利己主義和利他主義都是以主體為主體的結果主義。而功利主義被認為是中立的，它並沒有將主體自身的利益視為利益他人。
但是，倫理利己主義並不要求道德主體在進行道德考慮時損害他人的利益和福祉。例如，出於個體自身利益的考慮時，應考慮對他人的影響是有害的，有益的還是中性的。而個人主義則不一定需要考慮他人的利益和幸福，只需考慮選擇的東西是否满足自身利益。倫理利己主義也不一定意味着在追求自身利益時，人們應該總是做自己想做的事情；因為從長遠來看，短期願望的實現可能對自身有害。因此，他們會傾向追求持久的幸福。用詹姆士·雷切爾斯（James Rachels）的話說：“倫理利己主義贊成自私，但不贊成愚蠢。”
倫理利己主義經常被用作支持右派自由主義和個人主義無政府主義的哲學基礎。 這些政治立場部分是基於這樣的信念：即個人不應強行阻止他人行使自由。

## 形式
倫理利己主義可以大致分為三類：個體，個人和普遍。個體倫理利己主義者認為，所有人都應該為「我」的利益做任何事情，個人倫理利己主義者認為他們應該為自己的利益行事，但不要求其他人做應該要做的事情；普遍倫理利己主義者認為，每个人都應該以符合自身利益的方式行事。 

## 歷史
倫理利己主義由哲學家亨利·西季威克在1874年撰寫的《道德方法》一書中介紹，錫德威克將利己主義與功利主義哲學進行了比較，他寫道：「功利主義使整體愉悅達到最大化，而利己主義專注於使個人愉悦達到最大化。」
西德威克之前的哲學家也被追溯為倫理利己主義者，一個古老的例子就是中國哲學家杨朱（公元前4世纪），杨朱学说主張「為我」、「每個人都為自己」，這些都是作為修養的美德。 柏拉圖，亞里士多德和斯多葛派等古希臘哲學家都是德性倫理學的代言人：「沒有正式的原则，不論善是什麼，我們都應該追求自己的利益，而不是其他人的利益。」 但是，犬儒學派把這種主張稱為「利己主義形式的享樂主義」。儘管有些人把伊壁鳩鲁的享樂主義視為德性倫理學一種形式，但其他人則認為他的倫理學應更恰當地描述為倫理利己主義。

## 正當理由
哲學家詹姆斯·雷切爾斯（James Rachels）在一篇以理論名稱為標題的論文中，概述了最常被推崇的三個論點：
- 雷切爾斯（Rachels）寫道：“第一個論點有幾種，但每一種都有着相同的重點：[11]
  - 「我們每個人都非常熟悉我們自己的個人需求。而且，我們每個人都有獨特的位置，可以有效地追求那些需求。同時，我們不能完美地了解他人的欲望和需求，而且我們也沒有能力去追求它們。因此，我們有理由相信，如果我們若擔任朋友的幫助者，我們反而會耽誤別人的工作，最終成了惡作劇。」[2]
  - 給某人捐助反而會貶低他，這暗示他依靠這樣的幫助，並且暗示他完全無法照顧自己。Rachels認為，「那就是為甚麼受助者不滿而不是感激的原因。」[12]
- 利他主義最终否定了個人的價值，因此對社会及其個人组成部分都具有破壞性，將生命只視為犧牲的東西。引用哲學家愛因·蘭德的話就是：「一個接受利他主義的人，他首先關心的不是如何生活，而是如何犧牲自己。」[13] 此外，利他主義的基本原則是，「人無權為了自己的利益而存在，為他人服務就是他生存的唯一理由，而自我犧牲就是他的最高道德義務，美德和價值。」他認為，「倫理的目的教導人不是受苦和死，而是要享受生活。」[14]
- 我們所公認的道德義務、誠實守信，都是植根於自利的原則。
- 根據觀察，吃飯的行為（尤其是當世界上有其他人挨餓時）本來就是一種自私的行為。蘭德（Rand）等倫理利己主義者承認個人有助人（有條件的）的價值，並承認人有對他人的同理心，他們提出了與雷切爾斯（Rachels）完全相反的看法，並且和利他主義區別起來：「如果吃蛋糕的感覺是一种價值，那麼為甚麼它沉浸在您的胃中是不道德，而在他人的胃中實現了道德目標？」[14] 因此，蘭德認為，利他主義可以隨意任用。

## 批評
極端的倫理利己主義是自欺欺人的，在面對資源有限的情況下，利己主義者會盡可能獲取更多的資源，這會使所有人的處境更加惡化。 利己主義者可能會回答說：「如果情况對每個人來說都變得更糟，那將包括利己主義者在内，因此，將事情推向如此極端并不符合他們的理性自身利益。  」然而， 公地悲劇和囚徒困境是其中個考慮，儘管這樣做會使每個人的情况變得更糟，但一個人盡可能尋求更多利益是合理的。另一方面，由於這些行為即使最終是自欺欺人， 但這種行為仍然是理性的，因此這些情況並非自欺欺人。利己主義者可能會回應說：「公地的悲劇佔據了一定程度的公共土地。就是說，公共場所需要監管。因此，在這種信仰體系中，公地悲劇的爭論從根本上說是對私有財產權的爭論，也是財產權和理性個人利益資本主義的制度的爭論。  更為普遍的是，利己主義者可能會說，儘管原材料數量固定，但越來越多尊重個人權利可以增加財富和增加可用資源（例如，西方在1776年之前与1776年之后，東在德國與西德，香港在與中國大陸，朝鲜與韓國等 ）。 
但是，如何將私有權模型應用於公共的許多示例尚不清楚。 例子包括大型漁業，大氣層和海洋。   這裡指出了倫理利己主義者一些決定性的問題。 
倫理利己主義者不希望倫理利己主義得到普遍化，因為如果其他人對利他主義採取行動，那將是利己主義者最大的自身利益，他們不希望他們利己地行動。然而，這就是他認為具有道德約束力的東西。他的道德原則會要求其他人不要遵循這些原則，這可以被認為是自欺欺人的，並引出一個問題：「如果倫理利己主義的倡導者不希望普遍應用倫理利己主義，該如何認為它具有道德約束力？」
詹姆斯·雷切爾斯（James Rachels）指出，倫理利己主義在於「自己」和「其餘」之間做出區分，要求將「自己」的利益視為更重要，但又是任意的，因為不能提供理由。而他考慮到「其餘」的優缺點可與「自己」的優點和欲望相提並論，又缺乏合理的區分。最終雷切爾得出结論，「其餘」應與「自己」享有相同的道德考量。

## 著名支持者
倫理利己主義一詞已追溯應用到諸如伯纳德·曼德维尔之類的哲學家以及他這一代的辩证唯物主义，縱使他們中沒有一個人宣稱自己是利己主義者。因此唯物主義不一定像卡尔·马克思和其他许多擁護集体主义主義形式的唯物主义所暗示的那樣自我主義。倫理利己主義助長了本杰明·塔克（Benjamin Tucker）這樣的個人無政府主義，同時又助長了如愛瑪·戈德曼（Emma Goldman）的無政府共產主義和利己主義的結合，兩者都是馬克斯·斯特納提出的許多利己主義思想的支持者。在這種情况下，利己主義是描述所有人都應該享有共同利益的另一種方式。然而，歷史上最著名的無政府主義者卻沒有那麼激進，他們保留了利他主義和對個人重要性的感知，這種感知是可觀的，但遠不及利己主義。然而對無政府主義内的利己主義更多往往來自不太古典的方向，例如左右无政府状态或情境主义（例如 Raoul Vaneigem）。同時自我主義也被无政府资本主义者如默里·罗斯巴德（Murray Rothbard）曾經提及。 
哲学家施蒂纳在他的著作《唯一者及其所有物》中，他是第一个哲学家自称為利己主义者，虽然他写得很清楚，他需要的不是倫理利己主义中的新想法，而是一个拒绝道德的（amoralism）、作为一种不存在的限制性鬼怪；为此，斯特纳被描述为第一位个人主义无政府主义者。其他哲学家，例如托马斯·霍布斯（Thomas Hobbes）和戴维·高西尔（David Gauthier）都认为，只有当所有人都自愿放弃某些目标时，每个人都追求自己的目标时才能解决冲突，这是每个人的最大利益。最好通过允许他人也追求自己的利益來追求利益，使每个人之间的自由平等。犧牲短期利益來達到长期利益是理性自我利益的一种形式，这是大多数哲学家支持倫理利己主义的思想。利己主义者也辩称，一个人的实际利益并不是立即显而易见的，追求自我利益不仅涉及获得某种商品，而且还涉及生存和獲得幸福的机会。
哲学家弗里德里希·尼采（Friedrich Nietzsche）提出，利己主义或“维持生命”的行为会激起他人的嫉妒和無名怨憤”，这也是基督教中利他主义的心理动机。社会学家赫尔穆特·肖克（Helmut Schoeck）同样认为，人们羡慕社会为减少道德或法律上的限制而减少不成比例的成功人士的集体努力的动机，而利他主义是其中的主要行为。 此外，尼采（《善与恶》之外 ）和阿拉斯泰·麦金太尔（《善后》之后 ）指出，古希腊人没有像后基督教西方文明那样将道德与利他主义联系起来。亚里士多德的观点是，我们有责任对自己以及其他人（如朋友）乃至整個城邦作为一个整体。托马斯·阿奎那（Thomas Aquinas）、克里斯蒂安·沃尔夫（Christian Wolff）和伊曼纽尔·康德（Immanuel Kant）的观点也是如此，他们声称自己像亚里士多德一样对自己负起责任，儘管对亚里士多德来说，对自己負责任還是首要的。
艾恩·兰德（Ayn Rand）認為，自由和理性的人之间存在积极的利益和谐关系，因此，任何道德主体都无法按照自己的长期自我利益来合理地胁迫另一个人。兰德认为，他人对个人的福祉具有巨大的价值，但只有在政治和经济自由的条件下，这种价值才能充分实现。兰德认为只有自愿贸易才能确保人与人之间的互惠互利。 兰德（Rand）的学生伦纳德·佩科夫（Leonard Peikoff）認為，如果不使用原则，就不可能确定自己的利益，而如果不能始终如一地遵守某些道德原则，就不可能一贯追求自身利益。 兰德（Rand）的地位也受到塔拉·史密斯（Tara Smith）、蒂博尔·麦克汉（Tibor Machan）、艾伦·哥特希尔夫（Allan Gotthelf）、大卫·凯利（David Kelley）、道格拉斯·拉斯穆森（Douglas Rasmussen）、纳撒尼尔·布兰登（Nathaniel Branden）、哈里·宾斯旺格（Harry Binswanger）、安德鲁·伯恩斯坦（Andrew Bernstein）和克雷格·比德尔（Craig Biddle）等作家的捍卫。
哲学家大卫·诺顿（David L. Norton）称自己为“倫理利己主義者”，并且与兰德一样，他看到了每个人都達到自我实现時和掌控个人命运便能夠成就社會的福祉。

## 參看
- 利己主義
- 利他主義
- 哲學
- 心理利己主義
- 利潤最大化
- 市場經濟
- 自由放任
- 積極不干預